# Antonio Cortis
Antonio Cortis, eigentlich Antoni Montón i Corts (* 12. August 1891 in Denia; † 2. April 1952 in Valencia) war ein spanischer Opernsänger (Tenor).
Auf dem Zenit seiner Karriere galt er als der beste lyrische Tenor Spaniens und wurde als der „spanische Caruso“ gefeiert. 1917 trat er zusammen mit Caruso in Buenos Aires in Leoncavallos Pagliacci (Der Bajazzo) auf.

## Leben
1898 begann seine musikalische Ausbildung am Real Conservatorio Superior de Música de Madrid. Zugleich wurde er Mitglied im Kinderchor des Teatro Real. Ab 1902 sang er im Chor der Isidoriana-Kapelle. Ab 1909 studierte er am Conservatorio Municipal in Barcelona, Lehrer Nicolau und Daniel. Er schloss mit dem Diplom in Komposition ab.
1910 wurde er Mitglied des Chores des Gran Teatre del Liceu und debütierte in Gaspare Spontinis La vestale. 1912 debütierte er als Cassio in Giuseppe Verdis Otello am Teatre del Liceu. Ab 1915 sang er als zweiter Tenor am Teatro Real in Madrid.
1917 markierte eine Tournee durch Südamerika den Beginn einer Weltkarriere, die Cortis bis zu seinem endgültigen Abschied von der Bühne 1950 in Saragossa mit Tosca an fast alle großen Opernhäuser in Süd-, Nordamerika und Europa führte.
Mit Beginn des Spanischen Bürgerkrieges war sein künstlerisches Wirken auf Spanien begrenzt.
1940 eröffnete er eine Gesangsschule in Valencia.

## Diskografie
Zwischen 1918 und 1930 entstanden Plattenaufnahmen für folgende Labels:
- Grammófono, Barcelona 1918, akustisch
- Parlophon, Berlin 1923, akustisch
- Victor, USA 1925 u. 1927, elektrisch
- La Voce del Padrone (H.M.V.), Mailand 1929–1930, elektrisch

Eine behutsam restaurierte Zusammenstellung auf 3 CDs ist 2000 bei dem spanischen Label Aria unter der Nummer 1032 erschienen.